# Маршалловы Острова на Универсиадах
Маршалловы Острова принимают участие в Универсиадах начиная с летней Универсиады 2003 года в Тэгу. На зимних Универсиадах спортивная делегация Маршалловых Островов не участвовала ни разу.
На настоящее время (после летней Универсиады 2021 и зимней Универсиады 2023) спортсмены Маршалловых Островов на всех Универсиадах медалей не завоевали.